# Sibianor annae
Sibianor annae är en spindelart som beskrevs av Dmitri Viktorovich Logunov 2000 [200. Sibianor annae ingår i släktet Sibianor och familjen hoppspindlar. Inga underarter finns listade i Catalogue of Life.